# Bistum Miao
Das Bistum Miao (lateinisch Dioecesis Miaoensis) ist eine in Indien gelegene römisch-katholische Diözese mit Sitz in Miao.

## Geschichte
Das Bistum Miao wurde am 7. Dezember 2005 durch Papst Benedikt XVI. mit der Apostolischen Konstitution Pastorale munus aus Gebietsabtretungen des Bistums Dibrugarh errichtet und dem Erzbistum Guwahati als Suffraganbistum unterstellt. Erster Bischof wurde George Palliparampil SDB.

## Territorium
Das Bistum Miao umfasst die Distrikte Anjaw, Changlang, Dibang Valley, Lohit, Lower Dibang Valley und Tirap im Bundesstaat Arunachal Pradesh.